# Grand Prix Formule 1 van Spanje 1970
De Grand Prix Formule 1 van Spanje 1970 werd gehouden op 19 april op het circuit van Jarama in San Sebastián de los Reyes. Het was de tweede race van het seizoen. 

## Resultaten

### Wedstrijd
Jackie Stewart won de race, waarin slechts vijf coureurs de finish haalde.
| Pos. | Nr. | Coureur              | Constructeur       | Rondes | Tijd / Oorzaak uitval | Grid | Punten |
| ---- | --- | -------------------- | ------------------ | ------ | --------------------- | ---- | ------ |
| 1.   | 1   | Jackie Stewart       | March-Ford         | 90     | 2:10.58,2             | 3    | 9      |
| 2.   | 11  | Bruce McLaren        | McLaren-Ford       | 89     | + 1 ronde             | 11   | 6      |
| 3.   | 18  | Mario Andretti       | March-Ford         | 89     | + 1 ronde             | 16   | 4      |
| 4.   | 6   | Graham Hill          | Lotus-Ford         | 89     | + 1 ronde             | 15   | 3      |
| 5.   | 16  | Johnny Servoz-Gavin  | March-Ford         | 88     | + 2 rondes            | 14   | 2      |
| NF   | 8   | John Surtees         | McLaren-Ford       | 76     | Versnellingsbak       | 12   |        |
| NF   | 7   | Jack Brabham         | Brabham-Ford       | 61     | Motor                 | 1    |        |
| NF   | 24  | Rolf Stommelen       | Brabham-Ford       | 43     | Motor                 | 17   |        |
| NF   | 22  | Henri Pescarolo      | Matra              | 33     | Motor                 | 9    |        |
| NF   | 4   | Jean-Pierre Beltoise | Matra              | 31     | Motor                 | 4    |        |
| NF   | 5   | Denny Hulme          | McLaren-Ford       | 10     | Ontsteking            | 2    |        |
| NF   | 9   | Chris Amon           | March-Ford         | 10     | Motor                 | 6    |        |
| NF   | 3   | Jochen Rindt         | Lotus-Ford         | 9      | Ontsteking            | 8    |        |
| NF   | 10  | Pedro Rodríguez      | BRM                | 4      | Trok zich terug       | 5    |        |
| NF   | 2   | Jacky Ickx           | Ferrari            | 0      | Ongeluk               | 7    |        |
| NF   | 15  | Jackie Oliver        | BRM                | 0      | Ongeluk               | 10   |        |
| NS   | 12  | Piers Courage        | De Tomaso-Ford     | 0      | Niet gestart          | 13   |        |
| NQ   | 20  | Andrea de Adamich    | McLaren-Alfa Romeo |        |                       |      |        |
| NQ   | 19  | John Miles           | Lotus-Ford         |        |                       |      |        |
| NQ   | 14  | Jo Siffert           | March-Ford         |        |                       |      |        |
| NQ   | 21  | George Eaton         | BRM                |        |                       |      |        |
| NQ   | 23  | Alex Soler-Roig      | Lotus-Ford         |        |                       |      |        |

## Noot
- Dit was het debuut van de Spaanse coureur Àlex Soler-Roig.
- Tiende snelste ronde voor Jack Brabham en voor een Australische coureur.
- Eerste podiumplaats voor Mario Andretti.
- Jackie Stewart had de Grote Prijs van Spanje nu tweemaal gewonnen en was de eerste meervoudige winnaar in Spanje; een nieuw record.

## Kampioenschap standen

#### Coureurs
| Pos. | Rijder         | Pnt |
| ---- | -------------- | --- |
| 1    | Jackie Stewart | 13  |
| 2    | Jack Brabham   | 9   |
| 3    | Denny Hulme    | 6   |
| 4    | Bruce McLaren  | 6   |
| 5    | Mario Andretti | 4   |

#### Constructeurs
| Pos. | Constructeur | Pnt |
| ---- | ------------ | --- |
| 1    | March-Ford   | 13  |
| 2    | McLaren-Ford | 12  |
| 3    | Brabham-Ford | 9   |
| 4    | Lotus-Ford   | 5   |
| 5    | Matra        | 3   |

- Noot: Enkel de top vijf posities worden in beide standen weergegeven.